# Mademoiselle Saint-Val cadette
Marie-Blanche Alziari de Roquefort, dite Mademoiselle Saint-Val cadette, est une actrice française née le 2 septembre 1752 à Coursegoules et morte le 9 février 1836 à Draguignan.

## Biographie
Son père, Honoré Alziari de Roquefort, est un avocat, chevalier de Saint-Louis, qui hérite d’une portion de la seigneurie de Roquefort en 1781. Sa mère, Marie-Geneviève de Gazagnaire, a été attachée à la reine Marie Leczinska. Sa vie est liée à celle de sa sœur Pauline, dite Mademoiselle Saint-Val aînée, à la suite de laquelle elle se rend à Paris pour développer une grande carrière théâtrale,.
Elle étudie, comme sa sœur, à Aix-en-Provence, où elles vivent avec leur père qui leur fait vraisemblablement découvrir le théâtre. Sa sœur aînée et son père jouent dans une troupe en 1764.

Elle joue tout d’abord à Rouen et Lyon avant de rejoindre Paris et la Comédie-Française en 1772. Son premier rôle Elle en devient la 170e sociétaire en 1776,. Elle fait des débuts remarqués comme en témoigne le témoignage de Friedrich Melchior Grimm :
« Mlle Saint Val a débuté dans les grands rôles tragiques avec le succès le plus brillant... Venue à Paris sans être annoncée, elle a demandé à être admise au début sans aucune espérance de réussir, mais seulement dans la vue que l'avantage d'avoir joué à Paris pouvait avoir sur ses engagements de province. On afficha son début dans le rôle d'Alzire. Le matin, les comédiens firent une petite répétition avec elle, selon l'usage, pour concerter les entrées et les sorties. Elle joua à cette répétition, quelques morceaux assez bien ; mais elle gasconna si prodigieusement que les comédiens ne doutèrent pas qu'elle ne fût sifflée. Plusieurs d'entre eux conseillèrent à sa sœur de l'empêcher de s'exposer à un dégoût certain ; Mlle Dubois et Mme Vestris ne daignèrent seulement pas l'aller entendre le soir, tant elles étaient éloignées de soupçonner la possibilité d'avoir entendu le matin une rivale. Le soir arriva ; la jeune actrice parut en public, joua avec une intelligence et une chaleur surprenante et avec un succès complet »
Tragédienne de talent et bien que plus jolie que son aînée, elle souffre de la concurrence de Mademoiselle Raucour puis des intrigues de Rose Vestris qui veut la chasser de la Comédie-Française comme elle l’a fait avec la sœur de Marie-Blanche. Privée de rôles, Marie-Blanche se met en retrait de la Comédie-Française et part à Lyon où elle effectue des tournées qui connaissent le succès.
Elle crée, et ce sera l’un de ses rôles les plus remarqués, le rôle de la comtesse dans Le Mariage de Figaro de Beaumarchais, en 1784.
Elle prend sa retraite après l’éclatement de la Révolution, effrayée par les violences. Elle rejoint sa Provence natale. Elle fournit à son frère les fonds pour le rachat de l’île Saint-Honorat et y emménage au château, vendu comme bien national. Elle revient à Paris après la chute de Robespierre et apparaît, avec sa sœur avec laquelle elle s’est réconciliée, chez la Montansier.
Elle commet d’éphémères retours : en 1802 pour une représentation de bienfaisance puis en tournée en Russie en 1804. Confrontée à des difficultés, qui conduisent à une brouille avec sa sœur qui ne peut lui prêter d’argent, elle remonte sur les planches en 1817 pour une représentation au Théâtre italien à son bénéfice.
Elle vend l’île de Saint-Honorat en 1830 et vient vivre chez un neveu à Draguignan. Elle se fait alors appeler madame de Saint-Héray ou de Saint-Ereyx. Elle s’éteint en 1836.

## Comédie-Française
Elle débute à la Comédie-Française en 1772. 
Sociétaire de la Comédie-Française en 1776. 
Départ en 1792.

### Quelques rôles (Comédie-Française)

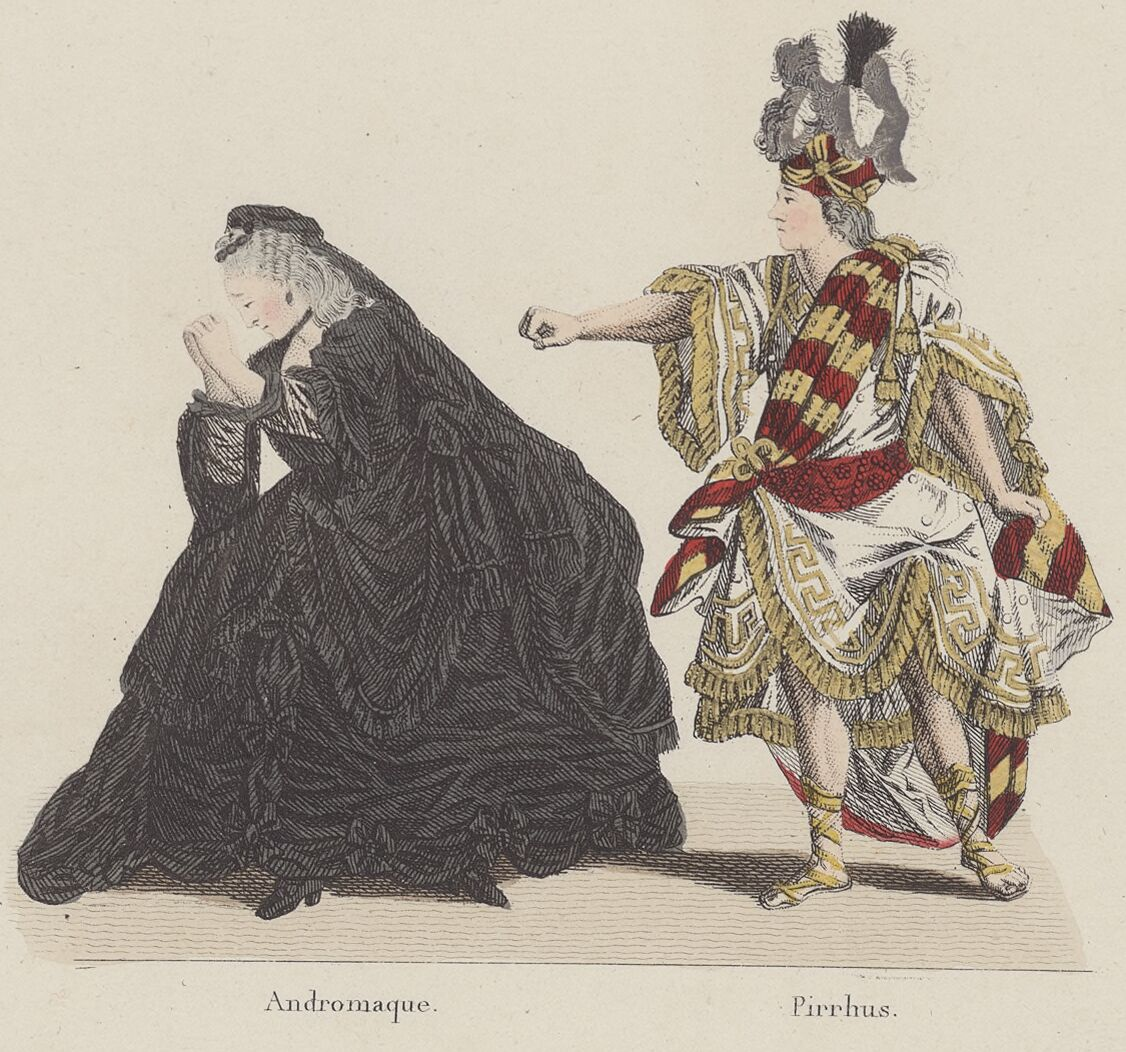
Dessin de l’actrice Saint-Val cadette interprétant le rôle d’Andromaque accompagnée de François-René Molé en Pirrhus

Source : Base La Grange et Registres des feux, site de la Comédie-Française
- 1772 : Alzire de Voltaire : Alzire
- 1772 : Inès de Castro d'Antoine Houdar de La Motte : Inès de Castro
- 1772 : Zaïre de Voltaire : Zaïre
- 1772 : Iphigénie de Jean Racine : Iphigénie
- 1773 : Ariane de Thomas Corneille : Ariane
- 1773 : Le Cid de Pierre Corneille : Chimène
- 1773 : L'École des maris de Molière : Isabelle
- 1773 : Héraclius de Pierre Corneille : Eudoxe
- 1773 : Les Plaideurs de Jean Racine : Isabelle
- 1773 : Le Légataire universel de Jean-François Regnard : Isabelle
- 1773 : Ariane de Thomas Corneille : Phèdre
- 1773 : Le Joueur de Jean-François Regnard : Mme Adam
- 1773 : Gustave Wasa d'Alexis Piron : Adélaïde
- 1773 : L'Homme à bonnes fortunes de Michel Baron : Araminte
- 1773 : Phèdre de Jean Racine : Aricie
- 1773 : Bajazet de Jean Racine : Atalide
- 1773 : Le Mercure galant d'Edme Boursault : Cécile
- 1777 : Athalie de Jean Racine : Josabet
- 1777 : Britannicus de Jean Racine : Junie
- 1777 : Mustapha et Zéangir de Chamfort : Azémire
- 1778 : Irène de Voltaire : Zoé
- 1778 : Andromaque de Jean Racine : Andromaque
- 1778 : Mithridate de Jean Racine : Monime
- 1779 : Les Muses rivales de Jean-François de La Harpe : Erato
- 1779 : Agathocle de Voltaire : Idace
- 1784 : Le Mariage de Figaro de Beaumarchais : La comtesse

## Dans la culture

### Littérature
Louis Tiercelin fait d’elle un personnage de sa pièce L’Abbé Corneille. Lors de la première, le rôle est interprété par Marthe Brandès. Dans cette pièce, elle accompagne le marquis de Trémeur, sur le point de quitter la France pour trouver refuge en Angleterre, au désespoir d’un abbé désireux de mobiliser toute sa paroisse pour partir à la guerre pour la République.

### Peinture et sculpture
Il existe plusieurs œuvres réalisées à son image :
- Un buste en marbre, 75 cm de hauteur, attribué selon les auteurs à Vassé fils ou Charles Ricourt et offert par la famille de l’actrice à la Comédie Française en 1844
- Une gravure à l’eau forte réalisée par Henri Lefort pour le livre de Louis de Manne.
- Un pastel attribué à Bréa
- Une peinture d’Antoine Vestier la représentant en Vestale, exposée à l’exposition des miniatures de Bruxelles en 1912 et reproduite par le New York Herald du 5 mai 1912 et les Arts de septembre de la même année.
- Une peinture de l’artiste dans le rôle d’Andromaque pour l’Album Dramatique par Foech de Basle et Whirskew[5]
- Une eau-forte par Hillemacher.